# Leonardo Henriques da Silva
Leonardo Henriques da Silva (* 22. Juli 1982 in Penápolis), auch bekannt als Léo San, ist ein ehemaliger brasilianischer Fußballspieler.

## Karriere
Léo begann seine Profilaufbahn 2002 beim brasilianischen Erstligisten Guarani FC. Im Jahr 2004 unterschrieb Léo einen Vertrag beim japanischen Zweitligisten Montedio Yamagata. Für Yamagata bestritt er insgesamt 200 Zweitligaspiele. 2008 wurde er mit dem Verein Vizemeister der zweiten Liga und stieg in die erste Liga auf. 2009 absolvierte Léo 21 Erstligaspiele. 2010 kehrte er nach Brasilien zurück. Im Jahr 2012 unterschrieb Léo einen Vertrag beim chinesischen Erstligisten Qingdao Jonoon. Für den Verein bestritt er insgesamt 49 Erstligaspiele. Danach spielte er bei CE Lajeadense, ADRC Icasa und CA Penapolense. 2016 beendete er seine Karriere als Fußballspieler.